# Sari Marihit
Sari Marihit is een bestuurslaag in het regentschap Samosir van de provincie Noord-Sumatra, Indonesië. Sari Marihit telt 971 inwoners (volkstelling 2010).